# Livedoor デイリー4コマ
『livedoor デイリー4コマ』（ライブドアデイリーよんコマ）は、かつてライブドアが配信していた4コマウェブコミック配信サイト。毎日更新・完全無料配信が行われていた。2012年5月31日をもって完全にクローズされた。

## 構成

### サイトのクローズまであった企画
Y-1グランプリ
竹書房との共同企画による新人作家発掘コーナー。Web読者投票に寄り毎週グランプリが決定される。その中からさらに月間賞、季間賞、年間グランプリが選ばれ、賞金やデイリー4コマ・竹書房4コマ各誌の掲載権が獲得できる。
かつては「素人漫画登竜門」→「デイリー4コマグランプリ」を名乗っていた。2007年4月より竹書房が企画に加わることとなり、現在のコーナー名に改められた。
特集
ジャンル・出版社にこだわらず面白い4コマ漫画を紹介するコーナー。
アーカイブ
過去の作品集を掲載。

### 過去の企画
デイリー4コマ
メインコンテンツ。『デイリー4コマ』主力作家による4コマ漫画。2011年9月30日を以て更新終了。
時事4コマ
『Y-1グランプリ』で受賞した作家を中心に、時事テーマをネタにした4コマ漫画が掲載されていた。『デイリー4コマ2nd』に取って変わる形で、2009年12月をもって終了した。
デイリー4コマ2nd
新人作家の作品を中心に、『デイリー4コマ』から移籍してきた一部の主力作家の作品を加えて2010年1月に新設されたが、2011年4月にデイリー4コマに統合された。
『デイリー4コマ』と『デイリー4コマ2nd』との間には企画趣旨の相違がほとんど見られず、単に『デイリー4コマ』が1軍、『デイリー4コマ2nd』が2軍という位置づけで区分されていた。
まんがライフWIN
竹書房との共同運営で開始された4コマウェブコミック配信サイト。デイリー4コマの更新終了に伴い、2012年3月よりライブドアから独立した。
まんがタイムWAVE（ウェーブ）
芳文社との共同運営による4コマウェブコミック配信サイト。先行の『まんがライフWIN』が男性向け(萌え)4コマ中心であるのに対し『まんがタイムWAVE』は女性向け4コマが中心であり、作風においても棲み分けが図られていたが、2011年3月いっぱいで閉鎖された。
日刊漫画サーチフィールド
サーチフィールドとの共同運営による4コマウェブコミック配信サイト。2011年10月末をもって更新終了。

## メインコンテンツに執筆していた作家
（50音順）太字は『デイリー4コマ2nd』設置前の『デイリー4コマ』のレギュラー（Y-1グランプリ受賞後の短期連載を除く）か、『デイリー4コマ2nd』設置後統合前の『デイリー4コマ』の、いずれかあるいは両方の執筆経験者。斜字は卑近の掲載作品の少なくとも1つが現在あるいは過去の竹書房4コマ誌との並行連載作品である者。
- 池尻エリクソン
- 一斗まる
- 伊藤黒介
- 海月れおな
- エビマヨ
- カガミイチ
- 鹿嶋しろう
- かまだいつき
- 上福忍
- 香山哲
- カワハラ恋
- 川村りばー （旧ペンネーム：りばー）
- くりきまる
- 小林銅蟲
- ころねぱん
- ゴンドウケンジ
- さくらいま
- 茶崎白湯
- 佐藤真冬
- さんだ
- 下川侑果
- 城戸柾主
- 日路
- 月見堂
- 長崎ライチ
- なるあすく （旧ペンネーム：NAL=ASK）
- 春吉86%
- ハンゲームまんが研究会
- 平井健二郎
- プラ太
- 星わたる
- ほっぺげ
- ふくた伊佐央
- 松尾セイジ
- 道端千揺ｘ有好從桜
- 御月
- 室井大資
- 森井ケンシロウ
- 森しんじ
- 矢野本次郎
- 結城鹿介
- 横嶋泉美
- 吉城大二
- 吉田仲良
- refeia
- ルーツ